# Canon de marine de 12 pouces BL Mk XI - XII
Le canon de marine de 12 pouces BL Mk XI - XII (en anglais BL 12 inch Mk XI - XII naval gun) est un canon naval britannique conçu au début du XXe siècle. Successeur du Mark X, il est monté sur les cuirassés de la Royal Navy à partir de 1910.

## Conception
Le 21 juin 1906, l'Amirauté britannique demande que soit conçu un nouveau canon de 12 pouces (305 mm) et de 50 calibres, qui ait une vitesse à la bouche minimum de 2 850 pieds par seconde (869 m/s). Quatre concepteurs répondent à l'appel et proposent un modèle : Coventry Ordnance Works, Elswick Ordnance Company, Royal Gun Factory et Vickers, la proposition de ce dernier étant acceptée. Ce canon possède une chambre plus grande que son prédécesseur ; cela induit des avantages, tels une érosion diminuée ou une balistique plus régulière, mais aussi des inconvénients, comme par exemple une vitesse à la bouche réduite. Le premier prototype de la première version, la Mark XI, est testé en août 1908 ; après 38 tirs, il se fend et un nouveau prototype renforcé est alors proposé, qui résout le problème.
La Mark XI* est conçue peu après ; les différences résident au niveau des tubes, de longueur et de conception différentes. Un arceau est rajouté à la base du canon pour garder le même centre de gravité que la Mark XI, afin de pouvoir utiliser les mêmes points de montage. Quelques canons de cette version sont produits par Beardmore, Elswick et Coventry à titre d'essai, afin de tester leur chaîne de conception de canons de ce calibre.
La variante Mark XII est quant à elle issue d'une proposition faite par la Royal Gun Factory le 23 mars 1909. Les dimensions sont les mêmes que la Mark XI, mais elle diffère de celle-ci au niveau de la liaison entre la bouche et l'affût.

## Caractéristiques
Le canon de marine de 12 pouces BL Mk XI - XII dispose d'une vitesse à la bouche de 2 825 pieds par seconde (861 m/s). Il a une portée maximale de 21 183 yards (19 370 m) à une élévation de 15°, et peut tirer de un à deux coups par minute, selon les relevés faits durant la bataille du Jutland. La durée de vie varie de 160 à 220 coups selon les variantes, le canon pouvant tirer des munitions AP et HE. D'un poids de 66,18 à 67,18 tonnes, il est monté en tourelles doubles d'un poids total de 525 tonnes.

## Utilisation
Le canon de marine de 12 pouces BL Mk XI - XII est conçu pour armer les cuirassés Dreadnought de la Royal Navy à partir de 1910. Cinq tourelles doubles sont ainsi montées sur les navires des classes St. Vincent, Neptune et Colossus. Le Neptune est alors le premier cuirassé de la Royal Navy à avoir des tourelles disposées de façon à pouvoir tirer en position superposée. Il est aussi le premier à pouvoir théoriquement tirer une bordée avec toutes ses tourelles simultanément et à disposer d'un système de conduite de tir. Néanmoins, la version Mark XI, dès sa mise en service, acquiert la réputation d'être imprécise, à cause des battements. De plus, un affaissement est observé durant les essais, qui se réduit néanmoins avec l'échauffement du canon.
Tous les cuirassés sus-cités participent à la Première Guerre mondiale. Les trois navires de la classe St. Vincent, les HMS St. Vincent, Collingwood et Vanguard, le HMS Neptune ainsi que les deux navires de la classe Colossus, les HMS Colossus (en) et Hercules participant ainsi à la bataille du Jutland. Durant ces engagements, de nombreux coups au but du canon de 12 pouces sont rapportés.